# Roy F. Corley
Roy Franklin Corley (* 1. November 1874; † 4. April 1953) war ein US-amerikanischer Politiker. Zwischen 1933 und 1937 war er Vizegouverneur des Staates Delaware.
Über den Geburts- und Sterbeort sowie über die Jugend und Schulausbildung von Roy Corley ist nichts überliefert. Auch sein Werdegang jenseits der Politik liegt im Dunklen. Er lebte zumindest zeitweise in Delaware und wurde Mitglied der Republikanischen Partei. 1932 wurde er an der Seite von C. Douglass Buck zum Vizegouverneur von Delaware gewählt. Dieses Amt bekleidete er zwischen 1933 und 1937. Dabei war er Stellvertreter des Gouverneurs und Vorsitzender des Staatssenats. Danach ist er politisch nicht mehr in Erscheinung getreten. Er starb am 4. April 1953.